# António de Santo Estêvão
António de Santo Estêvão, O.P. (Lisboa, cerca de 1548 - São Paulo de Luanda, abril de 1608) foi um frade dominicano e prelado da Igreja Católica português, bispo de Angola e Congo.

## Biografia
Foi nomeado bispo de Angola e Congo em 15 de julho de 1604.
Naquela diocese, teve diversas contendas com o rei Álvaro II do Congo, por conta das intromissões mútuas em suas respectivas jurisdições, além de divergências na forma de coleta de dízimos.
Faleceu em São Paulo de Luanda, provavelmente em abril de 1608, em condições suspeitas de envenenamento.